# Тлухово (гмина)
Тлухово (пол. Tłuchowo) — сельская гмина (волость) в Польше, входит как административная единица в Липновский повет, Куявско-Поморское воеводство. Население — 4562 человека (на 2004 год).

## Сельские округа
1. Борово
2. Ясень
3. Юльково
4. Камень-Кмецы
5. Камень-Котовы
6. Клобуково
7. Козируг-Лесьны
8. Козируг-Жечны
9. Маломин
10. Марянки
11. Мыслакувко
12. Нова-Тужа
13. Румунки-Ясеньске
14. Суминек
15. Тлухово
16. Тлухувек
17. Тшчанка
18. Тужа-Вильча
19. Вычалково
20. Зьрудла

## Прочие поселения
1. Ежево
2. Михалово
3. Мыслаково
4. Подоле
5. Попово

## Соседние гмины
1. Гмина Брудзень-Дужы
2. Гмина Добжинь-над-Вислой
3. Гмина Мохово
4. Гмина Скемпе
5. Гмина Вельге